# Groninger Bodem Beweging
De Groninger Bodem Beweging (afkorting: GBB) is een vereniging die zich richt op het behartigen van de belangen voor bewoners die schade ondervinden van de gaswinning in Groningen. De vereniging is op 6 november 2009 opgericht.
De aanleiding voor de oprichting was de toename van het aantal aardbevingen in Groningen en het verband dat werd gelegd met de gaswinning. Ook in de jaren na oprichting van de GBB bleef het aantal aardbevingen toenemen. Zo ook de zorgen van bewoners, maar in de politiek bleef het stil. Een keerpunt vormde de beving van 16 augustus 2012 in Huizinge, met een magnitude van 3,6 de zwaarste beving in Groningen. Mede hierdoor werd naast schadeafhandeling ‘veiligheid’ het tweede speerpunt voor de GBB.

## Geschiedenis

### Ontstaan van de Groninger Bodem Beweging
Op 29 mei 1959 werd in Kolham het eerste Groningse gas ontdekt, deel van het aardgasveld van Slochteren. De eerste aardbeving als gevolg van gaswinning vond plaats in Assen op Tweede Kerstdag 1986, veroorzaakt door het gasveld Eleveld. Tussen 1986 en 2018 zijn er meer dan elfduizend aardbevingen geweest in Groningen.
Na twee relatief rustige jaren liep het aantal aardbevingen in 2006 op. Een groep verontruste bewoners rond Stichting Dorpsbelangen Middelstum (SDM) uitte haar bezorgdheid in een gesprek met de gedeputeerde van de Provincie Groningen. De groep eiste nieuw onderzoek naar de effecten van de gaswinning. Hier werd niet op ingegaan door de provincie. Op 8 augustus van dat jaar was er een beving van magnitude 3,5 op de schaal van Richter in Westeremden, de zwaarste tot dan toe in Noord-Groningen. In november 2006 overlegden SDM, provincie en gemeente Loppersum opnieuw. Nu stemden de laatste twee partijen wel in met een nieuw onderzoek naar de gevolgen van de gaswinning.
Pas na deze beving kwam er echt onderzoek op gang. In opdracht van de provincie Groningen gingen TNO en Deltares de risico’s van schade voor woningen en gebouwen door de gaswinning in kaart brengen. Het onderzoek startte en het zou in een half jaar klaar zijn; het duurde uiteindelijk echter drie jaar. Bovendien riep het rapport meer vragen op dan het beantwoordde. De bewoners waren en zijn gedesillusioneerd.
Er werd een werkgroep van burgers gevormd met als taak 'advies te geven over de vraagstelling van het onderzoek waarin alle bestaande kennis over de gevolgen van de gaswinning geëvalueerd wordt'. Deze ‘Klankbordgroep’ werd opgericht op 15 januari 2007.
Op initiatief van de provincie werd een stuurgroep ingesteld die de opdracht en afwikkeling van het onderzoek zou gaan bewaken. De stuurgroep bestaat uit vertegenwoordigers van:
- Waterschap
- KNMI
- Commissie Bodemdaling
- Provincie Groningen
- Technische Commissie Bodembeweging (TCBB)
- Gemeente Loppersum

Het onderzoek, dat uitgevoerd werd door TNO en Deltares, richtte zich op de gevolgen van de aardgaswinning voor de gemeente Loppersum. Het was een evaluatiestudie van alle onderzoeken die er tot dan toe waren verschenen. De bedoeling was om hier met een kritische blik naar te kijken. De Klankbordgroep mocht bij de vergaderingen aanwezig zijn en commentaar leveren. In de loop van het onderzoek, dat regelmatig vertraging opliep, kregen de leden van de Klankbordgroep het gevoel dat het onderzoek niet op alle vragen antwoord zou geven. Ook waren de conclusies in hun ogen ten onrechte nogal sussend van toon. Daarop besluit de Klankbordgroep een vereniging op te richten van en voor de bewoners die schade ondervinden van de gaswinning. De vereniging werd op 6 november 2009 opgericht onder de naam 'Groninger Bodem Beweging'.

### Tien jaar Groninger Bodem Beweging
Op 6 november 2019 bestond de GBB tien jaar. Zij besteedde daar gedurende het jaar 2019 aandacht aan door verschillende activiteiten te organiseren. Het ledenaantal van de vereniging is in de afgelopen jaren opgelopen naar 4.000 gezinnen in augustus 2019. Ook is de GBB ondertussen een serieuze gesprekspartner voor overheden en politiek.
Met circa 4000 leden zijn ze de grootste vereniging van Groningen. Ze hebben daarnaast vele sympathisanten. Dat bleek toen er in januari 2018 bijna 12.000 betogers meeliepen met de door de GBB georganiseerde fakkeloptocht in de stad Groningen. Ook in januari 2022 was daar een -mede door de GBB georganiseerde- fakkeltocht met ruim 10.000 betogers.